# Tổng công ty Cấp nước Sài Gòn
Tổng công ty Cấp nước Sài Gòn – TNHH MTV (tên giao dịch bằng tiếng Anh: Saigon Water Corporation, viết tắt là SAWACO) là doanh nghiệp nhà nước trực thuộc UBND Thành phố Hồ Chí Minh, được thành lập theo Quyết định số 85/2005/QĐ-UB ngày 24 tháng 05 năm 2005. Tổng công ty hoạt động theo mô hình Công ty mẹ – Công ty con, tại thời điểm thành lập bao gồm 8 công ty cổ phần (CTCP), 5 đơn vị trực thuộc và 3 công ty thành viên, cùng hoạt động dưới thương hiệu Cấp nước Sài Gòn, sau này là SAWACO.
Việc thành lập SAWACO đánh dấu bước ngoặc lớn của ngành nước TP.HCM sau khi chính quyền giải phóng tiếp quản hệ thống cấp thoát nước năm 1975. Tổng Công ty là một trong những đơn vị đi đầu trong việc tiếp cận thị trường ngành cấp thoát nước, đề xuất các phương án đổi mới sáng tạo, cải tiến kỹ thuật nhằm duy trì sự ổn định của mạng lưới nước sạch cho toàn thành phố. Cùng với các Tổng Công ty/Doanh nghiệp nhà nước khác, SAWACO đã đồng hành cùng chính quyền giải phóng tiếp tục phát triển thành phố sau năm 1975, liên tục nâng công suất phục vụ nước sạch từ 2,5 triệu dân lên đến hơn 10 triệu dân, gấp 3,4 lần so với thời điểm tiếp quản. Đây cũng là một trong số các doanh nghiệp góp phần tạo nên bộ mặt TP.HCM sau đổi mới.
SAWACO hiện là doanh nghiệp đi đầu trong ngành nước tại TP.HCM với mạng lưới cấp nước phủ rộng tại 21/22 quận, huyện và thành phố trực thuộc, chiếm hơn 90% thị phần nước sạch tại thành phố với tổng doanh thu xấp xỉ 5000 tỷ đồng/năm. SAWACO cũng đóng vai trò là doanh nghiệp nòng cốt hỗ trợ các doanh nghiệp cấp nước tư nhân (REE, Saigon Water) trong định hướng xã hội hóa ngành cấp nước thành phố giai đoạn 2019 - 2022

## Lịch sử hình thành
Lịch sử ngành nước TP.HCM bắt đầu từ việc thành lập Sở Cung cấp nước Đô thành Sài Gòn vào năm 1874, sau khi nhà Nguyễn ký Hiệp ước đặt hoàn toàn Nam Kỳ dưới sự bảo hộ của Thực dân Pháp. Năm 1959, chính quyền Sài Gòn thành lập Sài Gòn Thuỷ Cục dựa trên Sở Cung cấp nước (cũ), tiếp tục đảm nhận nhiệm vụ vận hành hệ thống cấp thoát nước cho cả thành phố. Sau ngày 30 tháng 4 năm 1975, chính quyền Giải phóng lâm thời tiếp quản thành phố Sài Gòn – Gia Định và đổi tên đơn vị thành Công ty cấp nước Thành phố. Những năm tiếp theo sau giải phóng, Công ty hoạt động ổn định dưới sự quản lý của chính quyền mới, trải qua các cuộc cải cách lớn của Thành phố Hồ Chí Minh nói riêng và đất nước nói chung, bao gồm thời kỳ bao cấp.

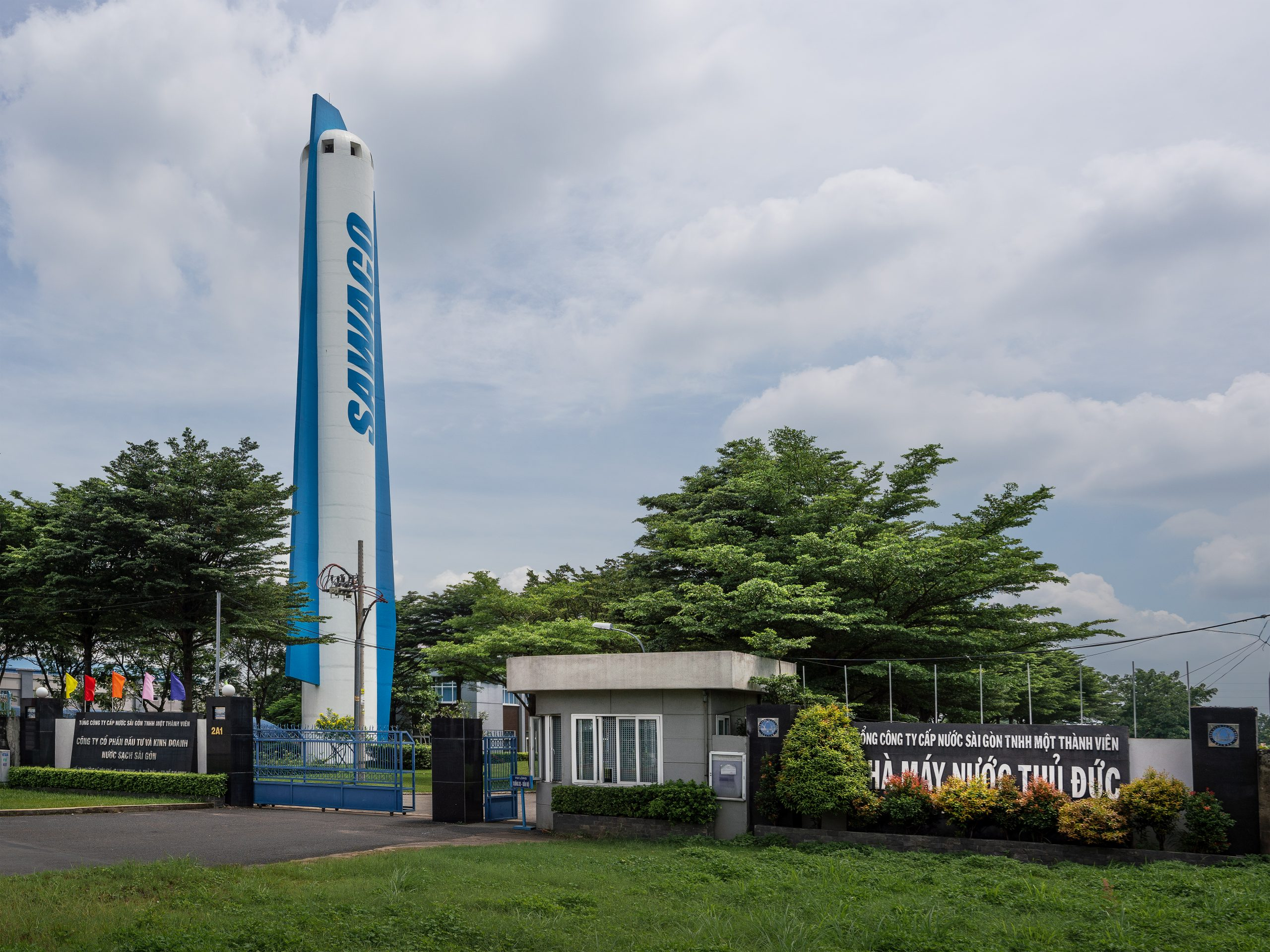
Tháp chống va tại Nhà máy nước Thủ Đức

Ngày 24/05/2005, Chủ tịch UBND Thành phố Hồ Chí Minh ký quyết định số 85/2005/QĐ-UB về việc thành lập Tổng Công ty Cấp nước Sài Gòn theo mô hình Công ty mẹ – Công ty con dựa trên nền tảng Công ty cấp nước Thành phố trước đó. Tại thời điểm thành lập, Tổng Công ty có cấu trúc gồm 8 công ty cổ phần, 5 đơn vị trực thuộc và 3 công ty thành viên. Tất cả các công ty/đơn vị cùng hoạt động dưới thương hiệu Cấp nước Sài Gòn và chịu sự quản lý trực tiếp từ UBND Thành phố Hồ Chí Minh với 100% vốn đầu tư.
Ngày 18/08/2010, UBND Thành phố Hồ Chí Minh ra quyết định số 3624/QĐ-UBND về việc phê duyệt Đề án chuyển đổi Tổng Công ty Cấp nước Sài Gòn hoạt động theo mô hình Công ty Mẹ – Công ty con thành Công ty trách nhiệm hữu hạn một thành viên hoạt động theo hình thức Công ty Mẹ – Công ty con. Tính đến năm 2023, vốn điều lệ của Tổng công ty là hơn 5,139 tỷ đồng (Hơn 118 triệu USD).
Tổng Công ty có tên giao dịch tiếng Anh là Saigon Water Corporation, viết tắt là SAWACO.
Ngày 24/5/2022, SAWACO chính thức ra mắt nhận diện thương hiệu mới kỷ niệm 17 năm thành lập Tổng Công ty và kỷ niệm 150 năm ngành cấp nước thành phố được đưa vào hoạt động

## Ban lãnh đạo hiện nay
| # | Chức vụ                             | Họ tên          | Ghi chú                                   |
| - | ----------------------------------- | --------------- | ----------------------------------------- |
| 1 | Chủ tịch Hội đồng Thành viên (HĐQT) | Dương Hồng Nhân | Nguyên UVBTV Quận ủy Quận Bình Thạnh      |
| 2 | Tổng Giám đốc                       | Trần Quang Minh | Bổ nhiệm ngày 21/12/2020                  |
| 3 | Phó Tổng Giám đốc                   | Đặng Đức Hiền   | Phụ trách Tài chính - Kế toán             |
| 4 | Phó Tổng Giám đốc                   | Nguyễn Thanh Sử | Phụ trách Đào tạo - Thi đua               |
| 5 | Phó Tổng Giám đốc                   | Bùi Thanh Giang | Phụ trách Khoa học - Kỹ thuật Công nghệ   |
| 6 | Phó Tổng Giám đốc                   | Nguyễn Văn Đắng | Phụ trách Thông tin - Truyền thông        |
| 7 | Phó Tổng Giám đốc                   | Lý Bửu Nghĩa    | Phụ trách Kinh doanh - Dịch vụ Khách hàng |

## Lĩnh vực hoạt động
Điều lệ Tổ chức và Hoạt động của Tổng Công ty Cấp nước Sài Gòn - TNHH MTV được quy định cụ thể theo Quyết định số 4179/QĐ-UBND của UBND TP.HCM, trong đó bao gồm mục tiêu hoạt động, nhiệm vụ, chức năng và ngành, nghề kinh doanh như sau:

### Ngành nghề kinh doanh chính
Khai thác, xử lý và cung cấp nước sạch, nước thô

### Các ngành nghề kinh doanh liên quan đến ngành nghề kinh doanh chính:
- Dịch vụ thử nghiệm chất lượng nước;
- Sản xuất vật tư, phụ tùng ngành cấp nước, thoát nước và các loại vật liệu xây dựng khác;
- Kinh doanh vật tư, phụ tùng ngành cấp nước, thoát nước và các loại vật liệu xây dựng khác;
- Xuất nhập khẩu vật tư, thiết bị, công nghệ ngành nước, thoát nước;
- Tổ chức đào tạo các lĩnh vực liên quan đến ngành nước;
- Tư vấn xây dựng theo quy định về quản lý đầu tư và xây dựng các công trình cấp nước, thoát nước; công trình dân dụng - công nghiệp và các công trình xây dựng chuyên ngành giao thông công chính;
- Lập dự án, thẩm tra thiết kế công trình cấp nước, thoát nước, dân dụng và công nghiệp;
- Thi công xây dựng các công trình cấp nước, thoát nước, các công trình duy tu, sửa chữa và xây dựng cầu, đường bộ, bến bãi, cảng sông, cảng biến, bờ kè, công trình dân dụng - công nghiệp.

## Cơ cấu tổ chức[9]
Tổng Công ty Cấp nước Sài Gòn – Sawaco hoạt động theo mô hình Công ty mẹ – Công ty con dưới sự quản lý trực tiếp từ đại diện chủ sở hữu là UBND Thành phố Hồ Chí Minh. Cơ cấu hoạt động của Sawaco hiện tại bao gồm Tổng Công ty mẹ, 6 đơn vị trực thuộc, 1 Công ty con 100% vốn sở hữu, 9 Công ty con sở hữu trên 50% vốn điều lệ, 8 Công ty thành viên có góp vốn cổ phần.

### Khối Tham mưu Tổng Công ty
Bao gồm 15 phòng, ban nghiệp vụ đặt tại trụ sở chính Sawaco ở địa chỉ số 01 Công Trường Quốc Tế, Phường Võ Thị Sáu, Quận 3, TP.HCM

### Đơn vị trực thuộc
Bao gồm 2 nhà máy nước, 3 xí nghiệp cấp nước và 1 trung tâm nghiệp vụ, hoạt động như các chi nhánh chịu hoạch toán phụ thuộc vào Tổng Công ty mẹ Sawaco
| Nhà máy nước Thủ Đức                   |
| Nhà máy nước Tân Hiệp                  |
| Xí nghiệp Cấp nước Sinh hoạt Nông thôn |
| Xí nghiệp Truyền dẫn nước sạch         |
| Xí nghiệp Cấp nước Cần Giờ             |
| Trung tâm bồi dưỡng nghiệp vụ cấp nước |

### Các công ty con/công ty liên kết
| Tên đơn vị                                           | Thể loại công ty                   |
| Công ty TNHH MTV Nước ngầm Sài Gòn                   | Sawaco sở hữu 100% vốn điều lệ     |
| Công ty CP Cấp nước Bến Thành                        | Sawaco sở hữu trên 50% vốn điều lệ |
| Công ty CP Cấp nước Chợ Lớn                          | Sawaco sở hữu trên 50% vốn điều lệ |
| Công ty CP Cấp nước Gia Định                         | Sawaco sở hữu trên 50% vốn điều lệ |
| Công ty CP Cấp nước Nhà Bè                           | Sawaco sở hữu trên 50% vốn điều lệ |
| Công ty CP Cấp nước Phú Hòa Tân                      | Sawaco sở hữu trên 50% vốn điều lệ |
| Công ty CP Cấp nước Tân Hòa                          | Sawaco sở hữu trên 50% vốn điều lệ |
| Công ty CP Cấp nước Thủ Đức                          | Sawaco sở hữu trên 50% vốn điều lệ |
| Công ty CP Cấp nước Trung An                         | Sawaco sở hữu trên 50% vốn điều lệ |
| Công ty CP Đầu tư & Kinh doanh Nước sạch Sài Gòn     | Sawaco sở hữu trên 50% vốn điều lệ |
| Công ty CP Tư vấn Giao thông Công chánh              | Sawaco góp dưới 50% vốn điều lệ    |
| Công ty CP Đầu tư nước Tân Hiệp                      | Sawaco góp dưới 50% vốn điều lệ    |
| Công ty CP Cơ khí Công trình cấp nước                | Sawaco góp dưới 50% vốn điều lệ    |
| Công ty CP Môi trường Xử lý nước Sài Gòn             | Sawaco góp dưới 50% vốn điều lệ    |
| Công ty CP Công trình Giao thông Công chánh          | Sawaco góp dưới 50% vốn điều lệ    |
| Công ty CP Thương mại & Dịch vụ Quảng trường Quốc tế | Sawaco góp dưới 50% vốn điều lệ    |
| Công ty CP Cấp nước Kênh Đông                        | Sawaco góp dưới 50% vốn điều lệ    |
| Công ty CP Tư vấn Xây dựng Cấp nước                  | Sawaco góp dưới 50% vốn điều lệ    |

## Công suất hoạt động

### Nhà máy nước Thủ Đức
Nhà máy nước Thủ Đức được xây dựng từ năm 1966 tại phường Linh Trung, Quận Thủ Đức (nay là TP. Thủ Đức). với công suất ban đầu là 450.000 m³/ngày đêm. Hiện nay, nhà máy có công suất vào khoảng 850.000 m³/ngày đêm và là nhà máy nước lớn nhất TP.HCM nói riêng và khu vực miền Nam nói chung, là đơn vị chủ lực cung cấp nước sạch cho hơn 50% nhu cầu sản xuất và sinh hoạt của người dân thành phố
Tên gọi đầu tiên của Nhà máy nước Thủ Đức là Sở sản xuất nước sông Đồng Nai, được chính quyền Sài Gòn cũ thành lập với nhiệm vụ chính là bơm nước từ sông Đồng Nai và xử lý thành nước sạch tiêu chuẩn trước khi phân phối đến người dùng thành phố. Tại thời điểm xây dựng, nhà máy nước Thủ Đức là nhà máy nước lớn nhất Đông Nam Á, đảm nhận nhiệm vụ cung cấp nước sạch cho hơn 90% dân số Sài Gòn lúc bấy giờ
Trước năm 1995, sản lượng nước do nhà máy sản xuất chiếm hơn 92%, năm 2000 chiếm 77,44% lượng nước cung cấp cho TPHCM. Khi Nhà máy nước BOO Thủ Đức (công suất 300.000 m³/ngày) và Nhà máy nước Tân Hiệp (công suất 300.000 m³/ngày) được đưa vào hoạt động thì Nhà máy nước Thủ Đức giữ vai trò điều tiết sản lượng thích hợp để dần tiếp nhận sản lượng tăng thêm từ các nhà máy này. Tuy vậy, Nhà máy nước Thủ Đức vẫn là đơn vị chủ lực cung cấp trên 50% nhu cầu nước cho sản xuất, đời sống của người dân TPHCM, trở thành "trung tâm điều tiết" áp lực, sản lượng cho toàn bộ hệ thống cấp nước. Ngoài ra, nhà máy còn tham gia điều tiết giảm áp lực khi mạng lưới tiếp nhận nguồn nước mới và sẽ phát tăng dần khi mạng lưới ổn định. Nhà máy cũng phát bù sản lượng khi có bất kỳ nhà máy nào trong hệ thống gặp sự cố. Đảm bảo sản lượng tiêu thụ trên toàn bộ mạng lưới

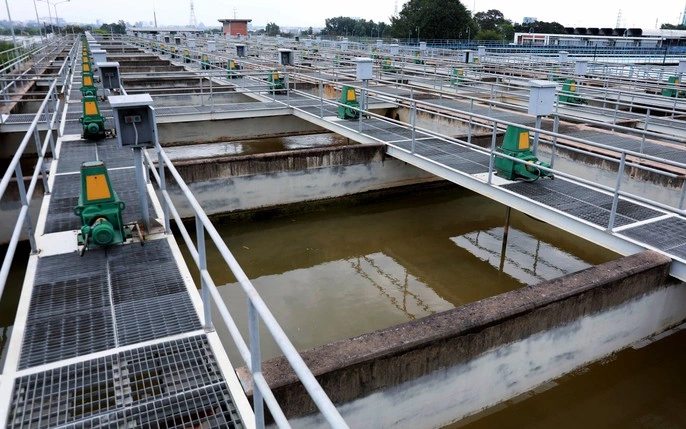
Hệ thống bể lọc nước tại Nhà máy nước Thủ Đức

Ngày 22 tháng 11 năm 2019, Bộ Công an tiến hành lấy ý kiến góp ý cho dự thảo sửa đổi, bổ sung một số điều của nghị định 37 về việc đưa nhà máy nước Thủ Đức cùng Tổng kho xăng dầu Nhà Bè cũng như một vài địa điểm khác vào danh mục những địa điểm cần có cảnh sát bảo vệ. Về việc này, đại diện người phát ngôn Bộ Tư lệnh Cảnh sát cơ động lý giải: "Nhà máy nước Thủ Đức là công trình thuộc sở hữu nhà nước, có quy mô lớn, cấp nước cho hàng triệu hộ dân ở Thành phố Hồ Chí Minh. Ngoài ra, dự án này nằm trùng với hệ thống điện 500 kV quốc gia nên cần phải được bảo vệ nghiêm ngặt"

### Nhà máy nước Tân Hiệp
Nhà máy nước Tân Hiệp là nhà máy nước có quy mô lớn thứ 2 thuộc hệ thống Sawaco, chỉ xếp sau nhà máy nước Thủ Đức. Có trụ sở đặt tại xã Tân Hiệp, huyện Hóc Môn, nhà máy chính thức hoạt động từ tháng 7/2004 nhằm cung cấp nước sạch sinh hoạt và sản xuất cho khu vực phía Tây và Tây Bắc thành phố như Tân Bình, Tân Phú, Bình Chánh,... Việc xây dựng và vận hành nhà máy nước Tân Hiệp đã giúp tỷ lệ người dân được cấp nước sạch không ngừng tăng lên, đồng thời cải thiện tình trạng cấp nước ở những khu vực nước yếu trước đây
Cuối năm 2001, tình trạng thiếu nước sạch trở nên nghiêm trọng, ảnh hưởng trực tiếp đến hàng triệu hộ dân tại TPHCM. Trước tình hình này, UBND TP.HCM khẩn cấp xin phép Chính phủ tiếp tục dự án cấp nước sông Sài Gòn. Tháng 6-2002, dự án Nhà máy nước Tân Hiệp (thuộc Tổng Công ty Cấp nước Sài Gòn - SAWACO) được khởi động, dựa trên trang thiết bị, máy móc tồn kho hơn 5 năm. Các tuyến ống cũng được khôi phục để dẫn nước đến nơi tiêu thụ. Ban đầu, công suất nhà máy chỉ đạt 150.000m3/ngày, giúp người dân các huyện Hóc Môn, Bình Chánh và quận Tân Bình, Bình Tân, Tân Phú cùng một phần quận 8 và quận 12 có nước sạch ổn định. Sau 20 năm, đến nay, công suất nhà máy đạt 300.000 m³/ngày
Ngay từ đầu bể chứa nước sạch của Nhà máy Tân Hiệp có dung tích 32.000m3. Tuy nhiên trước tình hình biến đổi của chất lượng nước sông Sài Gòn, Nhà máy đã được đầu tư thêm 2 bể chứa nước sạch với dung tích 80.000 m³. Việc này giúp nhà máy tăng được dự trữ nguồn nước sạch, có thể hoạt động trong 5-6 giờ khi Nhà máy ngưng hoạt động vì nguồn nước quá xấu, nhiễm mặn. Bên cạnh đó, Nhà máy nước Tân Hiệp cũng mở một đường ống kết nối với Nhà máy cấp nước Kênh Đông (công suất 250.000m3/ngày đêm) để có thể hỗ trợ nguồn nước sạch trong trường hợp Nhà máy Tân Hiệp phải ngưng hoạt động.

## Di tích

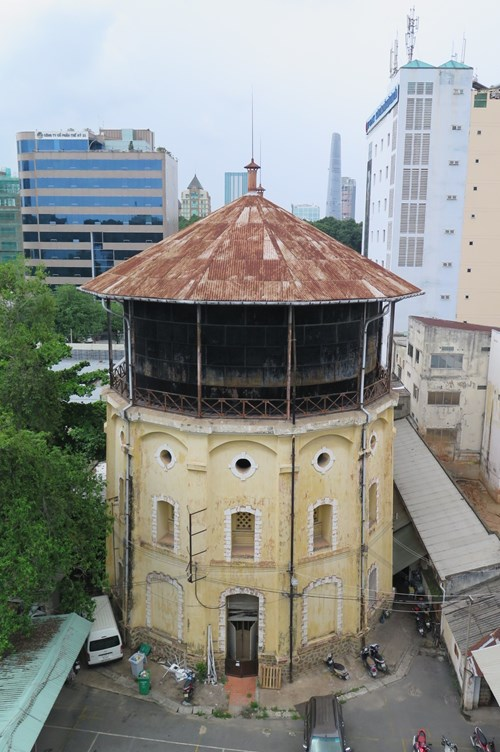
Thuỷ Đài 140 năm tuổi trong khuôn viên Sawaco

### Thủy Đài cổ nhất miền Nam
Trong khuôn viên trụ sở Sawaco tại số 01 Công Trường Quốc Tế (p. Võ Thị Sáu, Quận 3) tồn tại Thuỷ Đài hơn 140 năm tuổi. Đây được xem là 1 trong 3 tháp nước cổ xưa nhất tại Sài Gòn và cả 3 nước Đông Dương kể từ thời điểm Pháp xây dựng chính quyền thực dân. Tháp nước cổ xưa nhất xây dựng ở vị trí Hồ Con Rùa vào năm 1878 và bị đập bỏ năm 1921. Còn tháp nước này được xây dựng năm 1886.
Tháp nước này được người Pháp xây dựng để cung cấp nước sạch cho cư dân trung tâm Sài Gòn thời đó. Nước sẽ lấy từ các giếng cạn, sau đó chảy về các giếng trung tâm để xử lý, rồi bơm lên tháp nước phân phối cho người dùng qua hệ thống ống dẫn. Tháp có chiều cao tương đương toà nhà 10 tầng, độ dày tường lên đến 2m cho phép tháp chứa được khối lượng nước lớn. Tháp nước này dừng hoạt động vào khoảng năm 1930-1940, sau đó làm hệ thống cấp nước dự phòng trong trường hợp Sài Gòn thiếu nước. Sau năm 1975, phía dưới của tháp được Sawaco cải tạo dùng làm văn phòng.
Do có lịch sử lâu đời gắn bó với cuộc sống, văn hòa Sài Gòn, tháp nước đã được công nhận là di tích kiến trúc của TP.HCM vào năm 2016. Hiện tại, phần dưới của tháp được cải tạo thành phòng truyền thống của Sawaco, nơi trưng bày những hiện vật có liên quan đến quá trình xây dựng và phát triển của ngành cấp nước thành phố.
Ngày 21/10/2015, Sawaco đã có đề nghị UBND TP.HCM cho phép chuyển đổi công năng các thủy đài trên địa bàn TP thành những bể chứa nước dự trữ ngầm, trạm bơm tăng áp cấp nước trung gian và thành điểm di tích phục vụ khách tham quan.

### Hệ thống tháp chống va 60 năm tuổi
Tháp chống va/tháp cắt áp là các công trình phụ trợ trong hệ thống cấp thoát nước do Sawaco vận hành. Hiện tại, Tổng Công ty quản lý 3 tháp cắt áp, với 2 tháp cổ (xây dựng từ năm 1963) thuộc hệ thống cấp nước Thủ Đức và 1 tháp được xây dựng bổ sung vào năm 2004 thuộc dự án nhà máy nước Tân Hiệp
2 tháp chống va đầu tiên được xây dựng bởi các kỹ sư Hoa Kỳ từ năm 1963, 1 tháp đặt tại Nhà máy nước Thủ Đức, tháp còn lại đặt trên đường Điện Biên Phủ (Phan Thanh Giản lúc bấy giờ), trên bờ kênh Thị Nghè giáp Quận 1. Cả 2 tháp có cùng thiết kế hình cánh buồm, được người dân quen gọi là "Tháp tên lửa" hoặc "Tháp Apollo" vì có hình dáng tương tự tên lửa đẩy Apollo được Mỹ phát triển đầu thập niên 60 để đưa người lên mặt trăng. Tại thời điểm xây dựng, 2 tháp có tên gọi là Surge Tower (tháp trào) nằm trong dự án Metropolitan Water. Hai cánh buồm ở thân tháp được thiết kế bất đối xứng nhằm giảm sức gió tác động lên tháp, giúp đảm bảo tuổi thọ lên đến 100 năm. 2 tháp bắt đầu được đưa vào vận hành từ năm 1966, khi Sở sản xuất nước sông Đồng Nai được khánh thành (nay là Nhà máy nước Thủ Đức)
Theo nguyên lý hoạt động, đường ống dẫn nước đến hộ gia đình có đường kính 25 cm sẽ chịu được áp lực tối đa là 4 bar, nếu vượt quá sẽ bị vỡ, rò rỉ. Tháp cắt áp đóng vai trò luôn giữ áp lực nước dưới ngưỡng này để bảo vệ đường ống. Nước trong đường ống từ nhà máy có áp lực trên 4 bar khi chảy qua tháp cắt áp cao hơn 40 m sẽ tràn ra trong tháp, sau đó chảy ra kênh. Việc này sẽ điều tiết áp lực nước để không bao giờ vượt quá sức chịu đựng của đường ống.

## Khen thưởng
- Năm 2010: Bằng khen của Thủ tướng Chính phủ Nước CHXHCN Việt Nam
- Năm 2012: Huân chương Lao động Hạng Ba của Chủ tịch Nước CHXHCN Việt Nam
- Năm 2013: Huân chương Lao động Hạng Ba của Chủ tịch Nước CHXHCN Việt Nam, bằng khen của Thủ tướng Chính phủ Nước CHXHCN Việt Nam[27]
- Năm 2014: Bằng khen của Thủ tướng Chính phủ Nước CHXHCN Việt Nam
- Năm 2015: Huân chương Lao động Hạng Ba của Chủ tịch Nước CHXHCN Việt Nam, bằng khen của Bộ trưởng Bộ Xây dựng[28]
- Năm 2016: Cờ Thi đua của Chủ tịch Nước CHXHCN Việt Nam[29]
- Năm 2016-2019: Bằng khen của Chủ tịch UBND TP.HCM về đơn vị lao động xuất sắc
- Năm 2020: Bằng khen của UBMTTQ Việt Nam về Công tác phòng chống COVID-19
- Năm 2021: Danh hiệu Anh hùng Lao động thời kỳ đổi mới[30]
- Năm 2024: Bằng khen của Thủ tướng Chính phủ Nước CHXHCN Việt Nam kỷ niệm 150 năm thành lập và phát triển ngành cấp nước Sài Gòn - TP.HCM[31]